# 드롱기
드롱기(De'Longhi)는 이탈리아 트레비소에 위치한 이탈리아의 소형 가전 제조기업이다.
1902년 드롱기가(家)에 의해 소형 산업 부품 제조 워크숍으로서 설립되었다. 1950년에 주식회사가 되었다. 역사적으로 휴대용 난로와 에어컨의 주요 생산 기업이며 음식 조리, 가내 청소와 관련한 거의 모든 범주의 가정내 소형 기기를 아우를 정도로 확장하였다.